# Route européenne 24
Pour les articles homonymes, voir E24 et Route 24.
La route européenne 24 (E24) est une route reliant Birmingham à Ipswich.